# 满铁农事试验场

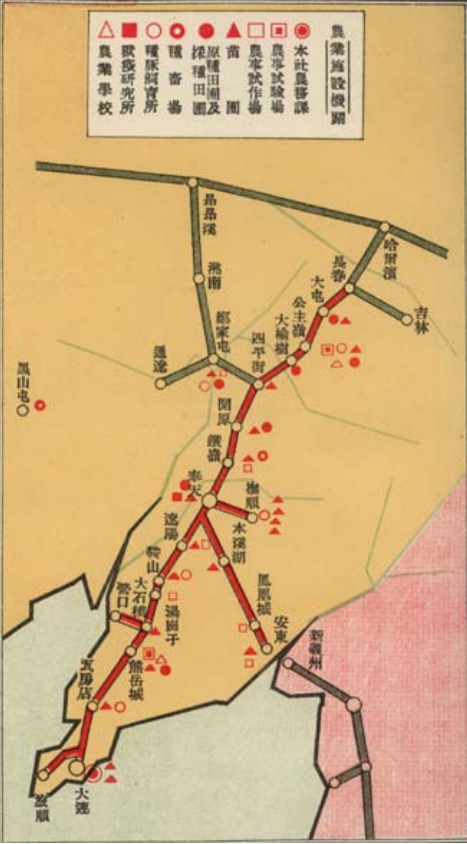
1928年时满铁的农业机构分布。当时农事试验场有公主岭的主试验场和熊岳城分场两处

满铁农事试验场是南满洲铁道株式会社（以下称“满铁”）在1913年于公主岭建立的农学研究机构。:33
1945年日本战败，满洲国覆灭。占领满洲地区的苏军搜罗各种设备、物资运回国内。此后因几度易手于国共之间，治安混乱，多有损失。最终中共占领并接收了试验场包括各分场。:33-35
现为吉林省农业科学院。